# Міщенко Сергій Геннадійович
Міщенко Сергій Геннадійович (24 березня 1963 року в місті Дебальцеве Донецької області) — генерал-лейтенант міліції, з 28 серпня 2014 року директор координаційно-моніторингового департаменту державної Фіскальної Служби України. Заслужений юрист України.

## Освіта
У 1986 році закінчив факультет економіки та планування матеріально-технічного постачання Донецького державного університету.
У 2000 році закінчив факультет правознавства Донецького державного університету.

## Кар'єра
Розпочав службу в органах внутрішніх справ з грудня 1987 року на посаді інженера виробничо-технічного відділу УВТУ УВС Донецького облвиконкому. В подальшому працював на посадах начальника загону ВТК — 3 УВС Донецької області, заступника начальника, начальника Республіканського загону спеціального призначення МВС України, начальника чергової частини, начальника відділу, заступника начальника управління, першого заступника начальника управління податкової міліції ДПА в Донецькій області, начальника управління, директора Департаменту, заступника начальника Головного управління податкової міліції ДПА України, першого заступника голови — начальника управління податкової міліції ДПА у м. Києві, першого заступника голови — начальника управління податкової міліції ДПА в Автономній Республіці Крим, головою ДПА у Полтавській області.
З січня 2012 р. по березень 2014 р. працював начальником Департаменту Державної служби боротьби з економічною злочинністю МВС України під керівництвом Юрія Захарченка.
З 28 серпня 2014 року директор координаційно-моніторингового департаменту Державної фіскальної служби України.